# Joseph Lane

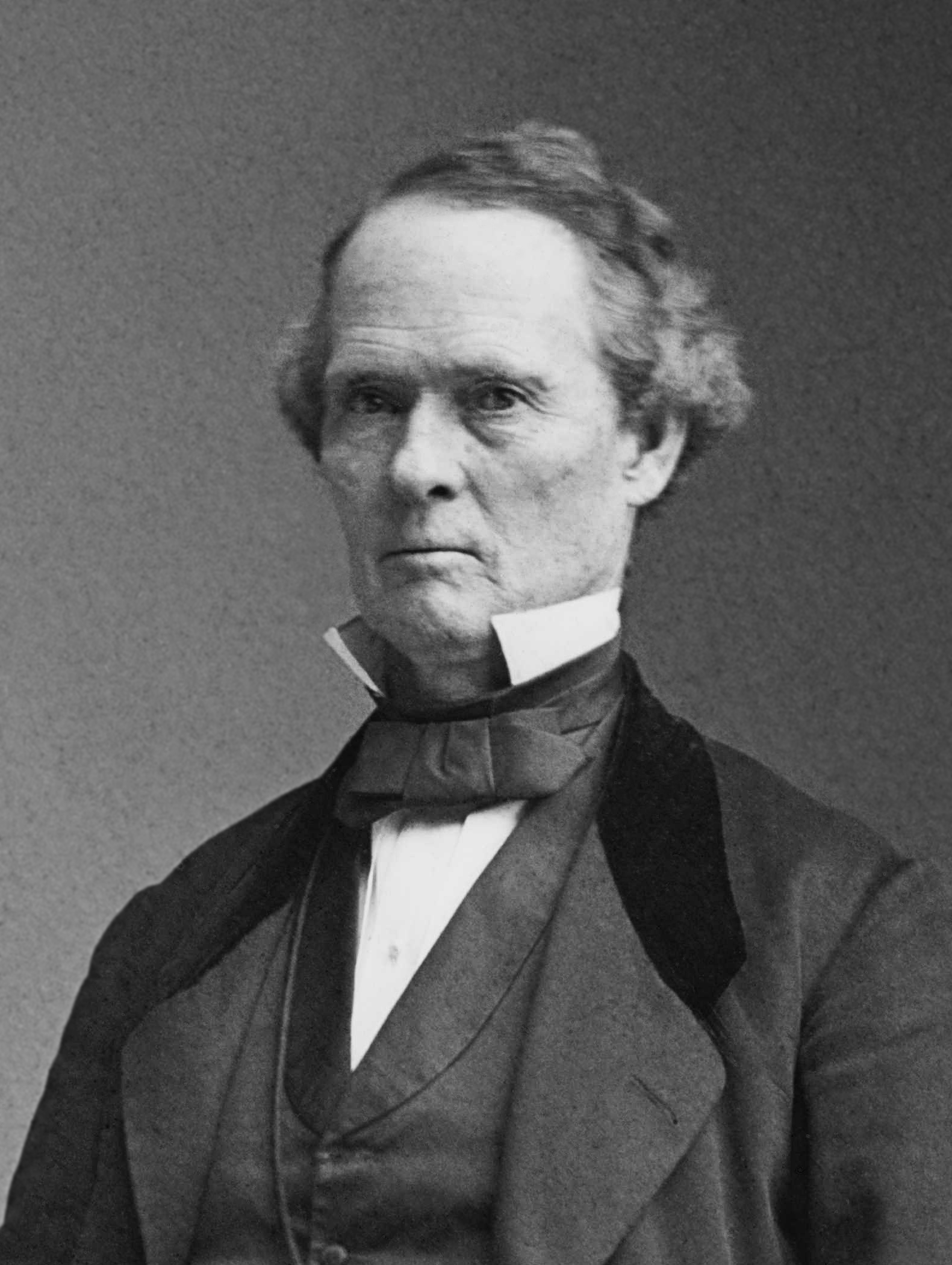
Joseph Lane

Joseph Lane (* 14. Dezember 1801 im Buncombe County, North Carolina; † 19. April 1881 in Roseburg, Oregon) war ein US-amerikanischer Politiker, Mitglied des US-Kongresses und von 1848 bis 1850 sowie nochmals im Jahr 1853 Territorialgouverneur im Oregon-Territorium.

## Frühe Jahre und politischer Aufstieg
Im Jahr 1810 zog Joseph Lane mit seinen Eltern von North Carolina nach Henderson in Kentucky. Dort besuchte er die örtlichen Schulen und half in einem Ladengeschäft. Im Jahr 1821 zog er in das Vanderburgh County in Indiana. Dort war er als Farmer tätig. Gleichzeitig wurde er politisch aktiv.
Im Jahr 1822 wurde Lane erstmals in das Repräsentantenhaus von Indiana gewählt. Zwischen 1844 und 1846 war er Mitglied des Staatssenats. Beim Ausbruch des Mexikanisch-Amerikanischen Krieges wurde er als Oberst Kommandeur eines Regiments aus Indiana. Er war an mehreren Schlachten beteiligt und stieg im Verlauf des Krieges bis zum Generalmajor auf.

## Gouverneur im Oregon-Territorium
Im Jahr 1848 wurde Lane von US-Präsident James K. Polk zum ersten Gouverneur des Oregon-Territoriums ernannt. Im März 1849 traf Lane nach einer gefährlichen Winterreise in seiner neuen Heimat ein. Dort musste er sich zunächst mit den Folgen des so genannten Whitman-Massakers auseinandersetzen. Dabei ging es um die Ermordung des Missionars Marcus Whitman und seiner Frau Narcissa am 29. November 1847 durch Indianer. In den zwei Jahren als Gouverneur baute Lane eine erste Verwaltung auf. Die ersten Gesetze wurden erlassen und mit dem Ausbau der Straßen wurde begonnen. Außerdem wurde eine Miliz aufgebaut und mit den Indianern Frieden geschlossen. Aufgrund von Differenzen mit dem neuen Präsidenten Zachary Taylor trat Lane von seinem Amt zurück. Bis zur Ankunft des ernannten Nachfolgers John Pollard Gaines musste Staatssekretär Kintzing Prichette die Amtsgeschäfte übernehmen.

## Bundespolitische Aktivitäten
Nach seinem Rücktritt vertrat Lane sein Territorium zwischen 1851 und 1859 als Delegierter im US-Repräsentantenhaus in Washington, D.C. In dieser Zeit wurde er im Mai 1855 pro forma für drei Tage noch einmal kurz Territorialgouverneur, um bei der Ablösung des unpopulären John Gaines zu helfen.
Bis 1859 verblieb Lane im Repräsentantenhaus. Nachdem Oregon im Jahr 1859 als US-Bundesstaat entstanden war, wurde er einer der ersten beiden US-Senatoren des neuen Staates. Damit war er zwischen 1859 und 1861 Mitglied des US-Senats. Lane unterstützte in der nationalen Frage zwischen den Nord- und Südstaaten die Positionen des Südens; das schloss seine Unterstützung der Sklaverei ein. Bei den Präsidentschaftswahlen des Jahres 1860 war er Vizepräsidentschaftskandidat der südlichen Demokraten an der Seite von John C. Breckinridge. Seine pro-südliche Einstellung beendete seine politische Karriere. Er zog sich daraufhin auf seine Farm im Douglas County zurück, wo er 1881 verstarb.